# 第九十二国立銀行
第九十二国立銀行（だいきゅうじゅうにこくりつぎんこう）は、明治期に福井県福井町（現・福井県福井市）で設立された銀行。

## 概要
1877年（明治10年）に、福井藩上級士族らの金禄公債証書を元に設立。資本金は12万円。同じ福井市内には8日前に第九十一国立銀行が設立されていたが開業は当行が5日早い。また、この他、福井県内には、第二十五（小浜）、第五十七（武生）の合わせて4行の国立銀行が相次いで設立されたが、当行を除いて資本金は5万円であり、当行の資本金は際立っている。初代頭取には福井藩家老であった狛元が、支配人には千本久信が就任。その後、国立銀行営業満期前特別処分法に基づき私立銀行第九十二銀行に改称。生糸、羽二重商への融資が多く繊維産業の基盤確立に寄与し、一時は県内の金融界の覇王とまで呼ばれた。しかし、明治40年には大口貸出先である製糸会社の経営不振を受け、臨時休業し実質破綻。その後、東京に移転し、京和貯蓄銀行と改称するも、昭和金融恐慌を受け消滅（消滅年月不明）。

## 沿革
- 1878年（明治11年）
  - 10月21日：設立[1][3]
  - 12月2日：開業[1]
- 1897年（明治30年）2月18日：第九十二銀行に改称（銀行局年報では2月18日許可、7月1日継続）
- 1907年（明治40年）11月20日：臨時休業し実質破綻
- 1912年（大正1年）11月2日：東京に移転
- 1921年（大正10年）12月：京和貯蓄銀行に改称
- 消滅年不明：大蔵省第36回銀行総覧（昭和4年末）まで記載